# Davey Barr
Davey Barr (* 3. März 1977 in Vancouver) ist ein kanadischer Freestyle-Skier. Er ist auf die Disziplin Skicross spezialisiert.

## Biografie
Barr war zu Beginn seiner Sportkarriere ein alpiner Skirennläufer und nahm an Rennen im Nor-Am Cup teil. Sein bestes Ergebnis erzielte er am 23. Februar 1997 mit dem vierten Platz im Slalom von Banff. In FIS-Rennen stand er 15 Mal auf dem Podest, konnte aber nie gewinnen. Sein letztes alpines Skirennen bestritt er im Januar 1998, woraufhin er zum Skicross wechselte.
Sein Debüt im Freestyle-Weltcup hatte Barr am 23. November 2003 in Saas-Fee, wo er 26. wurde und die ersten Weltcuppunkte gewann. Das beste Ergebnis in seiner Premierensaison war ein 10. Platz, in der darauf folgenden Saison 2004/05 ein 5. Platz. Hinzu kam bei den Winter-X-Games 2005 der Gewinn einer Silbermedaille in der Disziplin UltraCross. Verletzungsbedingt musste er den gesamten Winter 2005/06 pausieren, 2007 nahm er lediglich an der Weltmeisterschaft teil.
2008 kehrte Barr in den Weltcup zurück, am 2. Februar desselben Jahres konnte er in Deer Valley seinen ersten und bisher einzigen Weltcupsieg feiern. Einen Monat später folgte ein 2. Platz. In der Weltcupsaison 2008/09 resultierte ein 3. Platz als bestes Ergebnis. Bei der Weltmeisterschaft 2009 in Inawashiro gewann er die Bronzemedaille, bei den Olympischen Winterspielen 2010 fuhr er auf den 6. Platz. Seither konnte Barr im Weltcup einige Male unter die besten zehn fahren, Podestplätze blieben jedoch aus.

## Erfolge

### Olympische Spiele
- Vancouver 2010: 6. Skicross

### Weltmeisterschaften
- Ruka 2005: 27. Skicross
- Madonna di Campiglio 2007: 22. Skicross
- Inawashiro 2009: 3. Skicross
- Deer Valley 2011: 7. Skicross

### Weltcup
- Saison 2007/08: 4. Skicross-Weltcup
- Saison 2008/09: 8. Skicross-Weltcup
- 3 Podestplätze, davon 1 Sieg:

| Datum           | Ort         | Land |
| --------------- | ----------- | ---- |
| 2. Februar 2008 | Deer Valley | USA  |

### Weitere Erfolge
- Winter-X-Games 2005: 2. UltraCross